# Sama
Sama es una parroquia asturiana del concejo de Langreo, en España, y uno de los seis distritos urbanos en los que se divide la capital del municipio, Langreo.
El conjunto de la parroquia y el distrito urbano ocupa una extensión de 5,47 km². Unas 8.500 personas viven en el distrito urbano mientras que unas 300 lo hacen en el resto de la parroquia.

## Historia

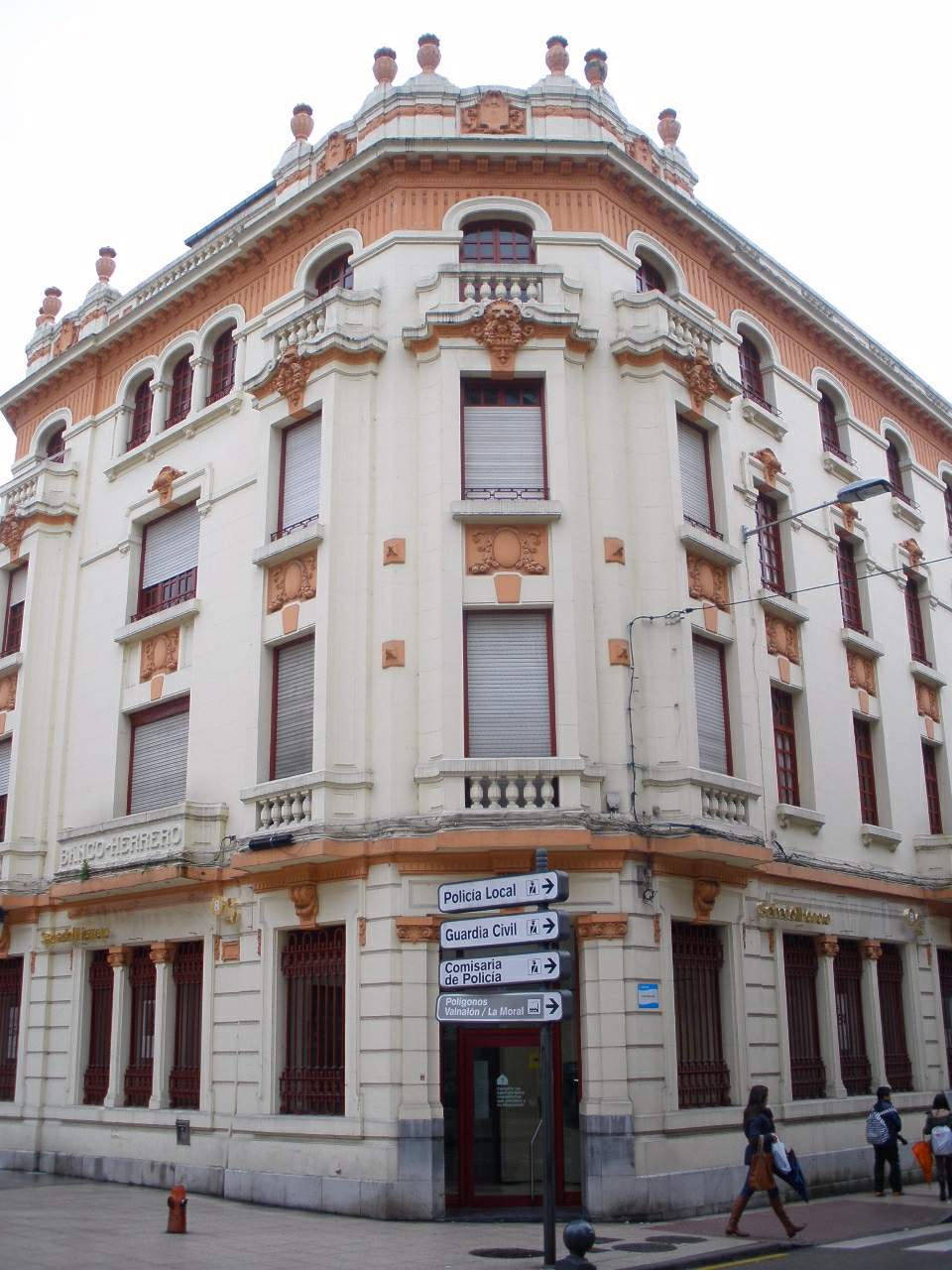
Banco Herrero en la plaza de España

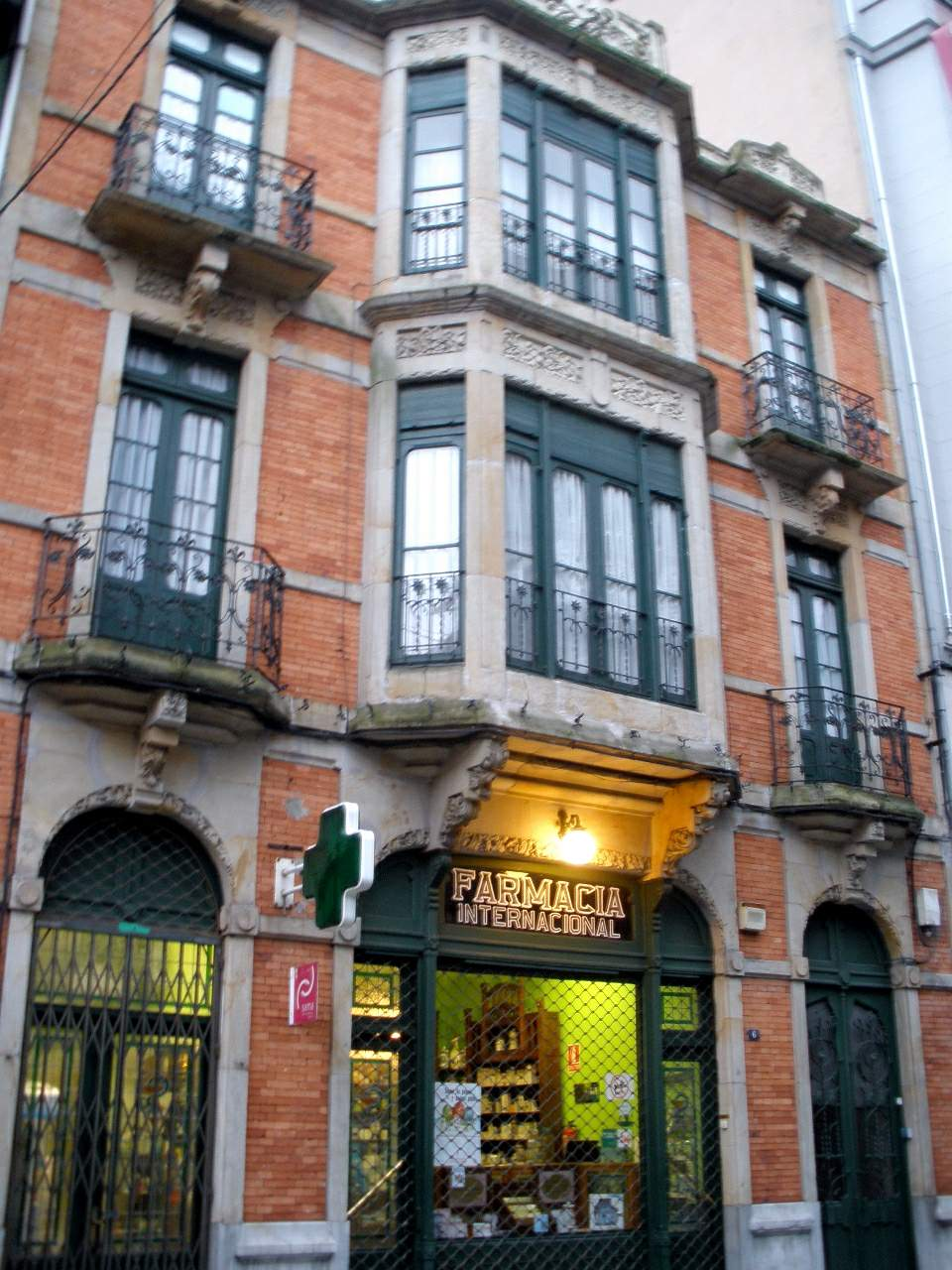
Edificio en el centro de Sama

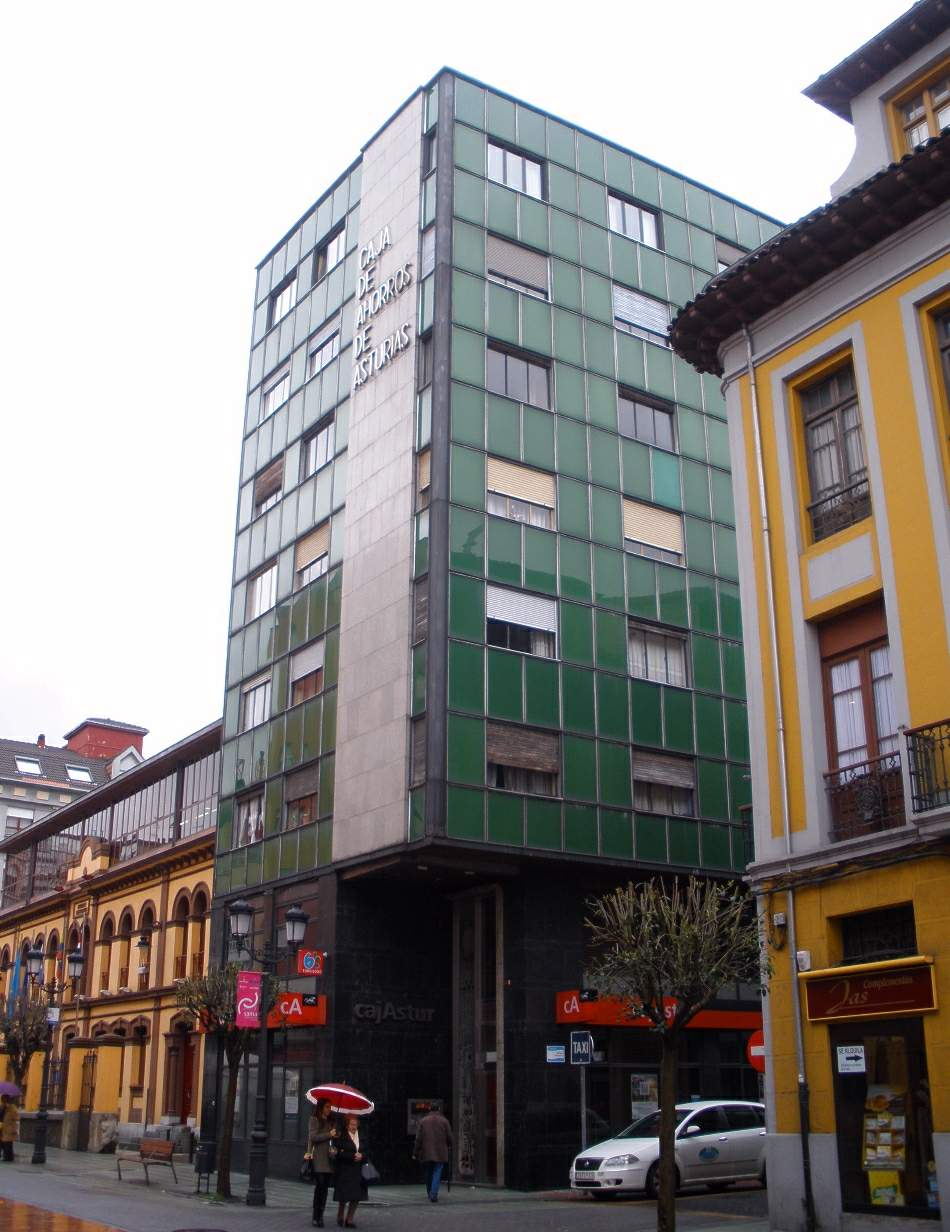
Edificio Cajastur y Escuelas Dorado

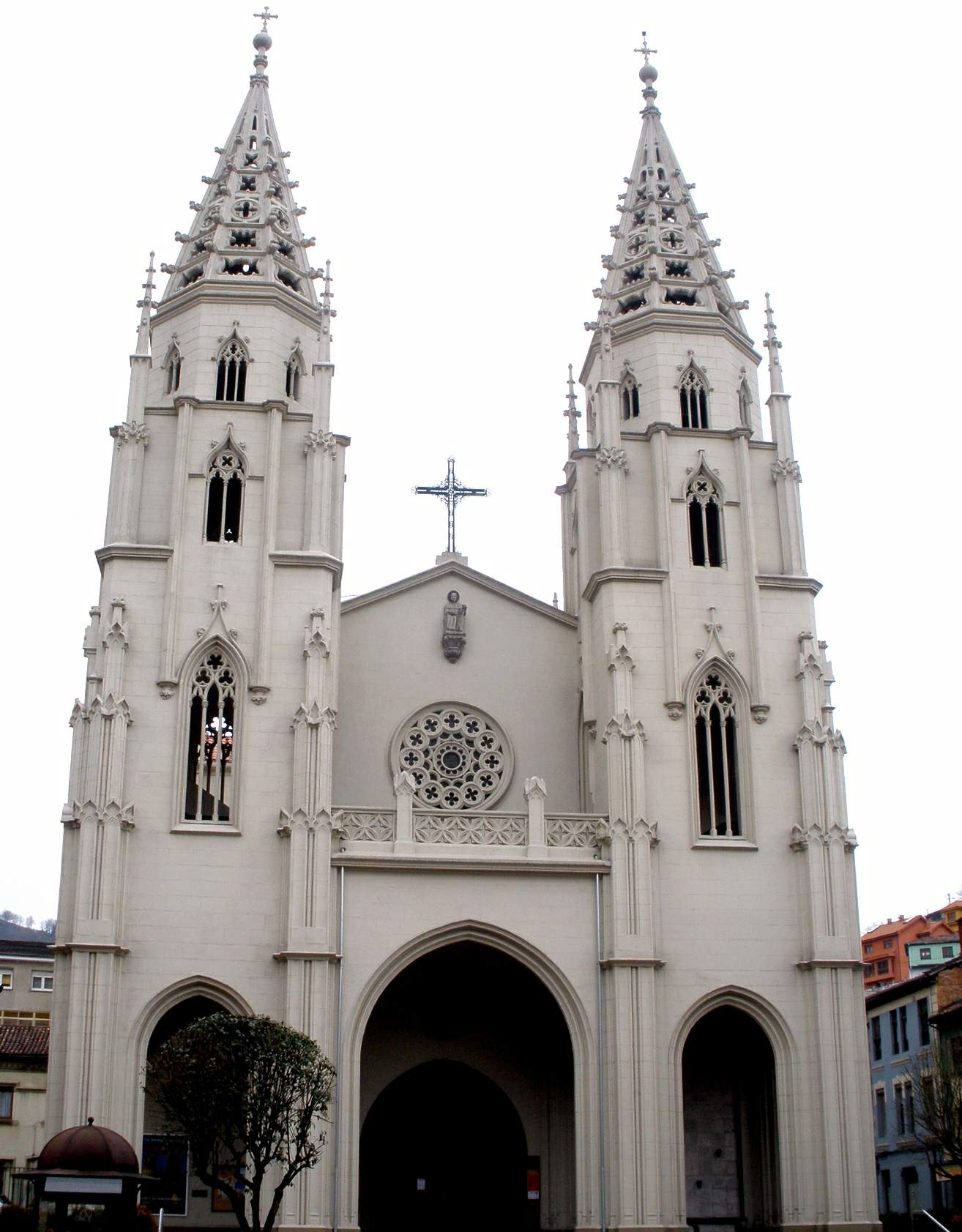
Iglesia parroquial de Santiago

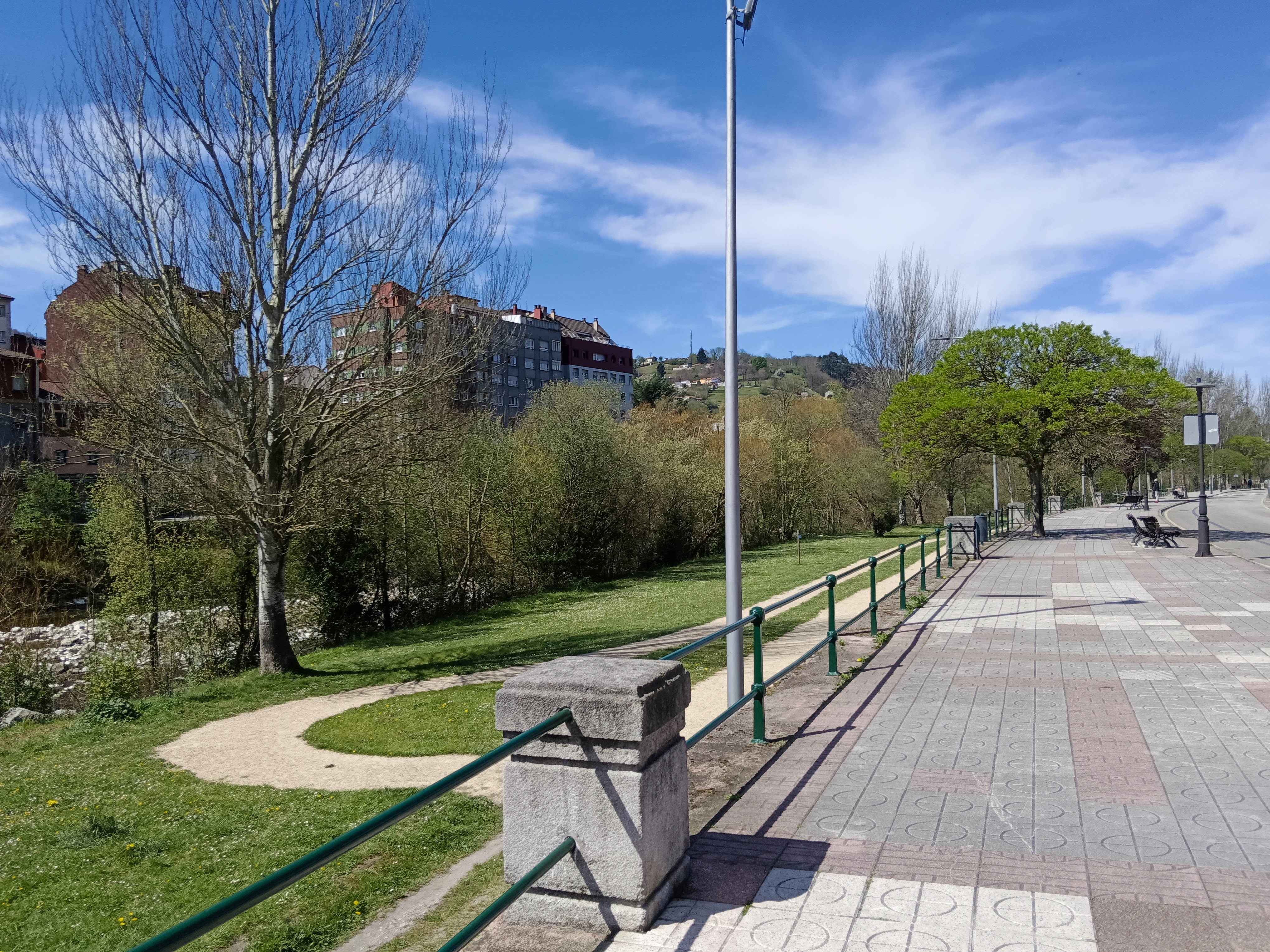
Paseo de Los Llerones y río Nalón

Sama de Langreo no fue parroquia hasta su segregación de la de Ciaño en 1887. El actual lugar donde se levanta Sama lo constituía una fértil vega junto al río Nalón, situándose diferentes entidades hacia las zonas altas del valle, quedando como ejemplo la "Casa de los Notarios" del siglo XV, derribada en 2019. Cerca del lugar donde se levanta el actual templo de Santiago existió una capilla dedicada a San Juan en la que según la tradición fue coronado Aurelio como rey de Asturias en el 768 d. C., tal como revelaban unas inscripciones descubiertas cuando se derribó la ermita en 1882. Aurelio tuvo su corte en San Martín, entonces territorio de Langreo y hoy concejo de San Martín del Rey Aurelio. 
En el siglo XIX las tareas administrativas del concejo, entonces establecidas en Ciaño, comienzan a trasladarse a Sama, que con el auge de la explotación del carbón de hulla (e infraestructuras como dos líneas de ferrocarril en ese mismo siglo) comienza a consolidarse como lugar de residencia para obreros y la pequeña clase burguesa de la zona. Durante la Tercera Guerra Carlista, una partida de estos sitia y destruye la casa consistorial y con ello el archivo histórico de Langreo, construyéndose entonces el actual ayuntamiento. A mediados del siglo XIX se instala en la villa vecina de La Felguera la gran planta siderúrgica de Duro Felguera y con ella aparecen numerosas industrias secundarias que a su vez requieren carbón, creciendo constantemente los núcleos de Langreo. Con la industrialización, a finales del siglo XIX y principios del XX se construyen en Sama colegios, mercado de abastos y de ganado, cines y teatros (el Teatro Vital Aza fue el primero de la comarca), casino, el hospital minero Sanatorio Adaro, barrios obreros y burgueses, etc. El ferrocarril llegó en 1856 cuando entró en Sama la locomotora "Villa de Gijón" del FC de Langreo. Con ello también tiene especial relevancia la actividad comercial, que ha dejado su huella en numerosos inmuebles de la villa, de inspiración art-decó o modernista unos, y otros de trazas racionalistas y muy urbanitas.
En el último cuarto del siglo XIX, durante el periodo de la Restauración tuvo especial relevancia en la villa Antonio María Dorado, cacique local perteneciente al ala conservadora, quien fue alcalde de Langreo un total de 18 años de manera no continuada. Tuvo especial interés en consolidar el sistema urbano de Sama, abriendo calles y plazas, regulando el mercado semanal, levantando el nuevo ayuntamiento y la iglesia parroquial, traída de aguas a las fuentes públicas y reforzando el poder municipal. Sus contactos con altas esferas políticas como Alejandro Pidal y Mon favorecieron la construcción de infraestructuras.
La actividad industrial del municipio de Langreo, así como la actividad comercial que caracterizaba a Sama, continuó favoreciendo el crecimiento demográfico de la villa que, aunque inferior al de su vecina La Felguera, la convirtieron en uno de los núcleos urbanos más grandes de Asturias. La Revolución de Asturias tiene uno de sus escenarios principales en la villa. Milicianos socialistas a las órdenes de Belarmino Tomás, que habían formado el Comité Revolucionario de Sama de Langreo, asaltaron el cuartel de la Guardia Civil, situado en una casa de vecindad, muriendo prácticamente los 80 guardias civiles y guardias de asalto que lo defendían, incluido su capitán José Alonso Nart, quien recibió la Cruz Laureada de San Fernando. La revolución causó destrozos en otros edificios de la villa en el paso de los mineros hasta Oviedo.
Tras la Guerra Civil, el periodo de autarquía fue beneficioso para la economía de la comarca, pero fue perdiendo importancia con la constitución de Ensidesa y el progresivo traslado de la actividad industrial a otros puntos de Asturias. En los años 90 cerraron los dos grandes pozos mineros con los que contaba Sama, el Fondón y Modesta. En el año 2007, el incendio de una cinta subterráneo de transporte de carbón hacia el Lavadero de Modesta, hizo necesario evacuar a cientos de vecinos de la localidad debido a una nube tóxica. Esto provocó el cierre definitivo del lavadero, última instalación industrial de la villa. 

### Actualidad
El principal núcleo comercial de Sama es la calle Dorado. A orillas del Río Nalón se encuentra el parque Dorado, del período de entre siglos e incluido en el Inventario Cultural de Asturias. La iglesia parroquial es de estilo neogótico, reconstruida después de la Guerra civil y dedicada a Santiago, patrón de los festejos locales desde 1902, año en que se funda la Comisión de Festejos de Santiago. 
Hoy en día la crisis industrial y económica de las comarcas mineras ha mermado la actividad comercial que caracterizó a Sama hasta hace unas décadas, repercutiendo también en su peso demográfico, pasando de los 15.000 habitantes que llegó a tener a los 8.000 actuales. Cuenta con dos relevantes centros culturales, el Centro audiovisual Cine Felgueroso y el espacio museístico del Pozo Fondón-Archivo de Hunosa, así como Casa de Cultura. Sama alberga también el Conservatorio de Música del Valle del Nalón, centro de salud, Sanatorio Adaro y un instituto de educación secundaria. Es sede también de los Juzgados de Langreo.

## Celebraciones
La festividad de Santiago se celebra en torno al 25 de julio y en ella se celebra el popular Certamen de Entibadores Mineros, uno de los más antiguos de España. Además, se festejan también Los Güevos Pintos (Lunes de Pascua) y carnavales, cuando se sirve el Menú de Antroxu. Durante más de una década se festejó la Hoguera de San Juan en el barrio de la Llera, con una falla en el río Nalón. En 2010 se puso fin a la celebración debido la negativa de Hidrográfica del Cantábrico.

## Transporte
Sama está comunicada por ferrocarril con Oviedo y Avilés (Renfe), y con Gijón (antiguo FC de Langreo, más tarde FEVE y hoy Renfe). También con autobús con Oviedo, Gijón y Mieres. Los Autobuses de Langreo permiten moverse por la comarca del Nalón.

## Lugares de interés
- Iglesia de Santiago Apóstol
- Plaza de España
  - Casa consistorial
  - Casa Cuca
  - Banco Herrero
- Casino de La Montera
- Antiguas Escuelas Dorado (Casa de la Cultura)
- Pozo Fondón y Archivo Histórico de Hunosa
- Pozo Modesta
- Puente de Los Ingleses (1895), Puente Viejo (1865) y puente de La Maquinilla (en torno a 1890)
- Sanatorio Adaro
- Centro audiovisual Cine Felgueroso
- Chalé Carbones La Nueva
- Parque Dorado
  - Fuente de la Samaritana
  - Kiosko de la música
  - Monumento al trabajo
  - La Carbonera

## Personas destacadas
- Lluis Xabel Álvarez Fernández, filósofo y escritor
- Mariano Bartelmi, futbolista del Real Zaragoza y en el Racing de Santander.[11]
- Narciso Ibáñez Menta, actor y director de cine y teatro, padre de Narciso Ibáñez Serrador.
- Enrique García Álvarez, actor
- Rosana Castrillo, artista
- María José Ramos Rubiera, político
- Angelita Cuesta, una de las "Rosas Rojas".[12]
- José Joaquín Fernández Castaño, religioso
- Valentín Ochoa Rodríguez, poeta
- Cristina Helena Trexu, poeta
- Julián García Muñiz, facultativo de minas y escritor
- Antonio María Dorado, político
- Carlos Suárez Nieto, médico
- Inés Praga Terente, catedrática de Filología Inglesa y escritora. Doctora honoris causa por la Universidad Nacional de Irlanda.